# Frikvarter
 For alternative betydninger, se Frikvarter (flertydig). (Se også artikler, som begynder med Frikvarter)
Ordet frikvarter er betegnelse for pausen mellem de enkelte skoletimer. Ordet betyder oprindelig ”et område, hvor man kan opholde sig i en pause”, men som det sker for mange ældre danske ord, har det ændret betydning. Varigheden kan variere og er ikke nødvendigvis 15 minutter. Det store frikvarter, også kaldet spisefrikvarteret, varer som regel omkring 30 minutter. Ordet bruges også i overført betydning om et tidsrum, hvor man ikke føler sig bundet, fx af en arbejdsopgave.
Hvis man skiller ordet ad får man: fri kvarter. Som skal betyde en pause på et kvarter. Det lille frikvarter er ofte på et kvarter og det giver derfor god mening at kalde det for et frikvarter. På engelsk hedder frikvarter bare break altså pause.